# Ley Diana Sacayán
La Ley Diana Sacayán o Ley de Cupo Laboral Travesti trans en provincia de Buenos Aires (N.º 14783) es una ley promulgada en la provincia de Buenos Aires, Argentina, que establece para la administración pública de la provincia de Buenos Aires la obligatoriedad de ocupar en una proporción no inferior al 1% de su personal a personas travestis, transexuales y transgénero. La ley fue impulsada por la activista travesti Diana Sacayán y se aprobó en septiembre de 2015.

## Historia

### Antecedentes
La ley 14783 se aprobó en la Legislatura de la provincia de Buenos Aires el 17 de septiembre de 2015. La iniciativa del  cupo laboral travesti-trans fue de la líder travesti y activista por los derechos humanos Diana Sacayán que un mes después de sancionarse la norma, fue asesinada en su departamento del barrio porteño de Flores, en la Ciudad de Buenos Aires.
Sacayán tuvo como una de sus banderas más importantes la lucha por el acceso al trabajo y la economía social de las personas travestis y trans. Gran parte de su militancia estuvo vinculada a lograr este objetivo. Es por ello que desarrolló distintas actividades e iniciativas para lograr esta conquista para la comunidad.

### Normativa
La ley 14783 establece para la administración pública de la provincia de Buenos Aires la obligatoriedad de ocupar en una proporción no inferior al 1% de su personal a personas travestis, transexuales y transgénero. Fue  aprobada en 2015 y reglamentada en el año 2019.
El Decreto reglamentario 1473/19 establece un plazo de 90 días para que los organismos y empresas del Estado comuniquen al Ministerio de Trabajo el número total de trabajadores contratados, estadística con la que se comenzará a incluir al 1%. También dispone la creación del “Registro de Solicitantes de Empleo Amancay Diana Sacayán” donde  se registran las postulaciones de personas travestis, transexuales, transgénero y no binarias que aspiren a ocupar vacantes abiertas o reservadas bajo los parámetros de la Ley 14.783.